# Ішикли (Кубатлинський район)
Ішикли (азерб. İşıqlı) — село в Кубатлинському районі Азербайджану.
Село розміщене на лівому березі річки Акарі, за 35 км на південь від міста Бердзора. Село розташоване за 2 км на південний схід від села Вурґаван та за 2 км на північний захід від села Тіґранаван. До сільради входить також сусіднє село Амутаг.
В селі діє філіал Бердзорської школи мистецтв та спорту.
2 листопада 2020 року в ході Другої Карбаської війни було визволене Збройними силами Азербайджану.